# Бондаревское сельское поселение
Бондаревское сельское поселение — муниципальное образование в Кантемировском районе Воронежской области.
Административный центр — село Бондарево.

## Административное деление
Состав поселения:
- село Бондарево,
- село Волоконовка.